# Serwer dedykowany
Serwer dedykowany (wydzielony) – oddzielny komputer pełniący rolę serwera dla jednego, określonego usługobiorcy, oferowany przez przedsiębiorstwa hostingowe. Na takim serwerze klient może instalować oprogramowanie oraz dowolnie konfigurować domyślnie zainstalowany i skonfigurowany system operacyjny. Taki typ serwerów wykupują głównie firmy oferujące hosting oraz usługi internetowe, np. poczta, serwery, strony www, radia internetowe, TV internetowe, czat, serwery gier i dowolne inne aplikacje internetowe.
Serwery dedykowane zarządzane są głównie przez klientów firm hostingowych poprzez protokół SSH, jeśli na serwerze zainstalowany jest system Linux lub pulpit zdalny, jeśli zainstalowany jest Windows. Pośrednicy dużych serwerowni często dodają w pakiecie monitoring uptime, gwarancję SLA, dodatkowe adresy IP lub usługę zarządzania serwerem w zamian za wyższą cenę samej usługi.